# コックルブレッド
コックルブレッド（英: Cockle bread）は、イギリスの小麦や小麦のパンに「ムギセンノウ」を混ぜた粗悪品のことである。17世紀にはコックルブレッドが性的な意味合いを持っていたことが知られており、コックルブレッドは19世紀の童謡でも登場している。

## コックル・ウィード・ブレッド
劇作家のジョージ・ピールによる1595年初演の戯曲『老妻物語』では「コックル・ブレッド」が引用されている。20世紀版『老婆物語』の編集者であるチャールズ・ウィットワースは「ムギセンノウ」が小麦や小麦畑で発見される雑草であることを示唆し、「コックル・ブレッド」はこれらの穀物に雑草を混ぜて作られた低品質のパンではないかとしている。書誌学者のウィリアム・カルー・ハズリットは1905年発行の『信仰と民俗学: ある事典』の中で「コックルブレッド」についてウィットワースが示唆したのと同様の説明を掲載している。

## コックルブレッドの「成形」
17世紀にはパンそのものではなく、コックルブレッドの「成形」として識別される「臀部を見せて、性行為の疑似体験をする踊り」に性的な意味合いがあったものと考えられている。
好古家のジョン・オーブリーは「コックルブレッドの鋳造」と呼ばれる「淫らな娯楽」に耽る「若い売春婦」について「テーブルボードの上に座り、できる限り高く両手で膝と上着を寄せると、まるで尻でパン生地をこねるかのように臀部がふらついたり、行ったり来たりするのだ」と書いている。これをやりながら、若い女性がこんな詩歌を唄うのだ：
あたしの夫は病気で死んじまった。

だから、あたしは自分のコックルブレッドを成形するのさ!

踵を上げて、頭を下げる、

これがコックル・ブレッドを成形するやり方なのさ。

オーブリーはこのことについて著書の中で「私はこれが若者の単なる娯楽にしかすぎないのではと思い込んでいた…しかしブカルダスの著書『メソドゥス・コンフィデンディ』で見つけたのだ…今までに彼女が金の亡者と焼いて、愛する者にそれを食べさせていたことがあるのかというのが若い女性に対する尋問の項目のひとつにあったのだ」と述べている。このことから彼は「これは自然的な魔術の名残りであり、非合法的な媚薬（催淫薬または愛の呪文）なのだ」と判断したのである。
『シェイクスピアとスチュワート文学の性的な言語と比喩的表現に関する事典』の記述の中で、ゴードン・ウィリアムズはオーブリーが1641年に成形したコックルブレッドに言及したことにおいては「淫らな娯楽」、1683年からの習慣に言及した祈願においては「性的感覚」であると理解し、如何にして「ベッツィー夫人がコックル・ブレッドの成形を行っているのを母親が見つけ」、その結果「夫人の腹部に偶然の一撃を食らわす」ことが書かれてある『夫婦関係における15の正真正銘の慰め』においては「率直さ」であるとみなしている。

## 童謡
19世紀と20世紀において、コックル・ブレッドはこのパンに言及した童謡に合わせて遊ばれた子ども用ゲームの名称となった。
おばあちゃんは病気だったけど、たった今死んじゃった。

だから、私たちはコックレティブレッドを成形しに行くんだ。

踵を上げて、頭を下げる、

それがコックレティブレッドの作り方なんだ。

1854年に発表された『グレートブリテン島で有名な古文書に関する記録』での記述で、古物研究家のジョン・ブランドはこの童謡を「革新的」であるとしながらも、以前のコックルブレッドの「成形」との関連は「決して普遍的に理解されてはならない」と付け加えている。